# Primera División de Chile 1989
El Campeonato Nacional de Primera División de 1989 fue la 57.ª temporada de la máxima categoría del fútbol profesional chileno.
El torneo consistió en un campeonato a dos ruedas con un sistema de todos contra todos. Contó con la participación de 16 equipos, entre los que finalmente se consagró campeón Colo-Colo, club que obtuvo el décimo sexto título en su historia.
El torneo no contó con Universidad de Chile que jugó en la Segunda División de ese año y cuya edición, la ganó precisamente en un desempate ante Palestino, equipo que ascendió en compañía de los azules.
En la parte baja de la tabla de posiciones, descendieron a Segunda División para el año 1990, los equipos de Unión San Felipe (que descendió por la Liguilla de Promoción, tras perder el partido de desempate de esa liguilla, ante Santiago Wanderers en Viña del Mar), Rangers y Deportes Valdivia, siendo la última participación de este último en la máxima categoría del fútbol chileno.

## Equipos por región
| Región               | N.º | Equipos                                                 |
| -------------------- | --- | ------------------------------------------------------- |
| Biobío               | 4   | Deportes Concepción, Fernández Vial, Huachipato y Naval |
| Región Metropolitana | 3   | Colo-Colo, Unión Española y Universidad Católica        |
| Valparaíso           | 2   | Everton y Unión San Felipe                              |
| Tarapacá             | 1   | Deportes Iquique                                        |
| Antofagasta          | 1   | Cobreloa                                                |
| Atacama              | 1   | Cobresal                                                |
| Coquimbo             | 1   | Deportes La Serena                                      |
| O'Higgins            | 1   | O'Higgins                                               |
| Maule                | 1   | Rangers                                                 |
| Los Lagos            | 1   | Deportes Valdivia                                       |

## Tabla final
| Pos | Equipo               | PJ | PG | PE | PP | GF | GC | Dif | Pts |
| --- | -------------------- | -- | -- | -- | -- | -- | -- | --- | --- |
| 1   | Colo-Colo            | 30 | 20 | 5  | 5  | 60 | 28 | 32  | 45  |
| 2   | Universidad Católica | 30 | 17 | 8  | 5  | 59 | 22 | 37  | 42  |
| 3   | Cobreloa             | 30 | 16 | 7  | 7  | 52 | 27 | 25  | 39  |
| 4   | Cobresal             | 30 | 13 | 10 | 7  | 50 | 31 | 19  | 36  |
| 5   | Deportes La Serena   | 30 | 10 | 14 | 6  | 39 | 27 | 12  | 34  |
| 6   | O'Higgins            | 30 | 9  | 13 | 8  | 37 | 29 | 8   | 31  |
| 7   | Deportes Concepción  | 30 | 9  | 13 | 8  | 21 | 25 | -4  | 31  |
| 8   | Unión Española       | 30 | 9  | 12 | 9  | 45 | 45 | 0   | 30  |
| 9   | Naval                | 30 | 8  | 12 | 10 | 31 | 39 | -8  | 28  |
| 10  | Huachipato           | 30 | 9  | 10 | 11 | 25 | 37 | -12 | 28  |
| 11  | Everton              | 30 | 9  | 10 | 11 | 26 | 40 | -14 | 28  |
| 12  | Deportes Iquique     | 30 | 6  | 14 | 10 | 32 | 38 | -6  | 26  |
| 13  | Fernández Vial       | 30 | 5  | 13 | 12 | 31 | 44 | -13 | 23  |
| 14  | Unión San Felipe     | 30 | 7  | 9  | 14 | 43 | 61 | -18 | 23  |
| 15  | Rangers              | 30 | 7  | 7  | 16 | 34 | 48 | -14 | 21  |
| 16  | Deportes Valdivia    | 30 | 3  | 9  | 18 | 21 | 65 | -44 | 15  |

PJ=Partidos jugados; PG=Partidos ganados; PE=Partidos empatados; PP=Partidos perdidos; GF=Goles a favor; GC=Goles en contra; Dif=Diferencia de gol; Pts=Puntos
|  | Campeón. Clasifica a la Copa Libertadores 1990 |
|  | Clasifica a la Liguilla Pre-Libertadores       |
|  | Juega la Liguilla de Promoción                 |
|  | Desciende a Segunda División                   |

## Campeón
|                               |
| Campeón Colo-Colo 16.º título |
|                               |

## Liguilla Pre-Libertadores
|  | Semifinales          | Semifinales          |   |  | Final    | Final |  |
|  |                      |                      |   |  |          |       |  |
|  |                      |                      |   |  |          |       |  |
|  | Cobreloa             | 3 0                  |   |  |          |       |  |
|  | Deportes La Serena   | 1 1                  |   |  |          |       |  |
|  |                      |                      |   |  |          |       |  |
|  |                      |                      |   |  |          |       |  |
|  |                      |                      |   |  | Cobreloa | 1     |  |
|  |                      | Universidad Católica | 4 |  |          |       |  |
|  |                      |                      |   |  |          |       |  |
|  |                      |                      |   |  |          |       |  |
|  |                      |                      |   |  |          |       |  |
|  |                      |                      |   |  |          |       |  |
|  | Universidad Católica | 3 2                  |   |  |          |       |  |
|  | Cobresal             | 0 3                  |   |  |          |       |  |

Universidad Católica clasifica a la Copa Libertadores 1990.

## Liguilla de Promoción
Los 3 equipos que participaron en esa liguilla, tenían que jugar en una sola sede, en este caso en Viña del Mar y lo disputaron en un formato de todos contra todos en 3 partidos. El ganador jugará en Primera División para el año 1990, mientras que los 2 perdedores jugarán en Segunda División para el mismo año mencionado. El dato curioso de esta liguilla, es que Santiago Wanderers que fue el ganador de esta liguilla, logró el ascenso a la Primera División en el Estadio Sausalito, estadio de su archirrival de región Everton, en un partido de desempate ante Unión San Felipe.
| Pos | Equipo             | PJ | PG | PE | PP | GF | GC | Dif | Pts |
| --- | ------------------ | -- | -- | -- | -- | -- | -- | --- | --- |
| 1   | Santiago Wanderers | 2  | 1  | 1  | 0  | 7  | 4  | 3   | 3   |
| 2   | Unión San Felipe   | 2  | 1  | 1  | 0  | 4  | 3  | 1   | 3   |
| 3   | Magallanes         | 2  | 0  | 0  | 2  | 3  | 7  | -4  | 0   |

PJ=Partidos jugados; PG=Partidos ganados; PE=Partidos empatados; PP=Partidos perdidos; GF=Goles a favor; GC=Goles en contra; Dif=Diferencia de gol; Pts=Puntos
|  | Jugará en Primera División de Chile 1990 |
|  | Jugará en Segunda División de Chile 1990 |

1º Fecha
| 14 de febrero de 1990 | Santiago Wanderers                                                        | 5:2 | Magallanes                      | Estadio Sausalito, Viña del Mar                            |                                                            |
|                       | Alejandro Arancibia · Patricio Miranda · Miguel Vásquez · Claudio Álvarez |     | Eduardo Gálvez · Fernando Muñoz | Asistencia: 10.680 espectadores Árbitro(s): Jorge Massardo | Asistencia: 10.680 espectadores Árbitro(s): Jorge Massardo |

2º Fecha
| 17 de febrero de 1990 | Unión San Felipe               | 2:1 | Magallanes | Estadio Sausalito, Viña del Mar                          |                                                          |
|                       | Alejandro Bernal · Luis García |     | José Mella | Asistencia: 2.359 espectadores Árbitro(s): Iván Guerrero | Asistencia: 2.359 espectadores Árbitro(s): Iván Guerrero |

3º Fecha
| 20 de febrero de 1990 | Unión San Felipe                   | 2:2 | Santiago Wanderers              | Estadio Sausalito, Viña del Mar                                 |                                                                 |
|                       | Patricio Figueroa · Adrián Vicente |     | José Pérez · Víctor Hugo Amatti | Asistencia: 25.778 espectadores Árbitro(s): Salvador Imperatore | Asistencia: 25.778 espectadores Árbitro(s): Salvador Imperatore |

Partido de Desempate
| 24 de febrero de 1990 | Santiago Wanderers                                                | 4:1 | Unión San Felipe | Estadio Sausalito, Viña del Mar                          |                                                          |
|                       | Miguel Vásquez · José Pérez · Leonardo Ramírez · Gustavo Poirrier |     | Juan Durán       | Asistencia: 17.809 espectadores Árbitro(s): Hernán Silva | Asistencia: 17.809 espectadores Árbitro(s): Hernán Silva |

- Santiago Wanderers asciende a la Primera División para el año 1990. En tanto, Unión San Felipe desciende a la Segunda División y Magallanes se mantiene en la Segunda División, para ese mismo año mencionado.

## Goleadores
| Jugador                | Equipo               | Goles |
| ---------------------- | -------------------- | ----- |
| Rubén Martínez         | Cobresal             | 25    |
| Juan Covarrubias       | Cobreloa             | 17    |
| Carlos Gustavo de Luca | Deportes La Serena   | 16    |
| Sergio Díaz            | Colo-Colo            | 13    |
| Juan Carlos Letelier   | Deportes La Serena   | 12    |
| Rodrigo Barrera        | Universidad Católica | 12    |
| Ariel Bravo            | Unión San Felipe     | 12    |
| Ricardo Dabrowski      | Colo-Colo            | 11    |
| Richard Zambrano       | Fernández Vial       | 11    |
| Eduardo Nazar          | Naval                | 10    |
| Marcelo Álvarez        | Cobreloa             | 9     |
| Horacio Matuszyck      | Cobresal             | 9     |
| Marcelo Barticciotto   | Colo-Colo            | 9     |
| Juan José Oré          | Deportes Iquique     | 9     |
| Sergio Salgado         | Colo-Colo            | 9     |
| Alejandro Bernal       | Unión San Felipe     | 9     |

### Hat-Tricks & Pókers
Aquí se encuentra la lista de hat-tricks y póker de goles (en general, tres o más goles marcados por un jugador en un mismo encuentro) conseguidos en la temporada.
| Fecha                    | Jugador                | Goles | Partido                                  |
| ------------------------ | ---------------------- | ----- | ---------------------------------------- |
| 24 de septiembre de 1989 | Juan Covarrubias       | 3     | Cobreloa vs. Cobresal                    |
| 22 de octubre de 1989    | Ariel Bravo            | 3     | Deportes Iquique vs. Unión San Felipe    |
| 15 de noviembre de 1989  | Jaime Ramírez          | 3     | Unión Española vs Rangers                |
| 25 de noviembre de 1989  | Alejandro Bernal       | 3     | Unión San Felipe vs. Deportes Valdivia   |
| 16 de diciembre de 1989  | Carlos Gustavo de Luca | 3     | Deportes La Serena vs. Deportes Valdivia |
| 14 de enero de 1990      | Rubén Martínez         | 3     | Cobresal vs. Naval                       |
| 24 de enero de 1990      | Rubén Martínez         | 3     | Cobresal vs. Deportes Iquique            |
| 7 de febrero de 1990     | Rodrigo Barrera        | 3     | Universidad Católica vs. Fernández Vial  |